# Szpital Uniwersytecki im. Karola Marcinkowskiego w Zielonej Górze
Szpital Uniwersytecki im. Karola Marcinkowskiego w Zielonej Górze Sp. z o.o. – szpital kliniczny mieszczący się w Zielonej Górze przy ul. Zyty 26 (dyrekcja). Szpital stanowi bazę dydaktyczną i naukową Uniwersytetu Zielonogórskiego. Szpital powstał z połączenia spółek Wojewódzkiego Szpitala Klinicznego oraz Poradni Akademickiej Uniwersytetu Zielonogórskiego Sp. z o.o. Pakiet większościowy 51 proc. udziałów ma Uniwersytet Zielonogórski, pozostałe udziały należą do województwa lubuskiego. Od 31 sierpnia 2017 prezesem szpitala jest gen. Marek Działoszyński.

## Historia
- 1905 - otwarcie szpitala prowadzonego przez ewangelickie Zgromadzenie Sióstr Diakonisek „Bethesda” (budynki przy obecnej ul. Wazów)[3][4]
- 1908 - objęcie medycznego kierownictwa szpitala przez dr. med. Arthura Wagnera, lekarza specjalistę chirurgii i chorób kobiecych[5].
- 1941 - szpital podporządkowano władzom wojskowym[5].
- 1945 – przejecie i organizacja „Lecznicy Powiatowej” po klinice dr. Brucksa (obecna al. Niepodległości) przez dr. Józefa Tymińskiego[6]. Uruchomienie czterech oddziałów: Oddziału Chirurgicznego, Oddziału Wewnętrznego, Oddziału Zakaźnego i Gruźlicy oraz Oddziału Położniczo-Ginekologicznego
- 1946 - szpital oficjalnie otrzymał nazwę „Powiatowy”.
- 1956 - w wyniku ogłoszonego konkursu dyrektorem szpitala powiatowego został chirurg poznański dr med. Zbigniew Pieniężny.
- 1951 – zmiana nazwy szpitala na „Miejski” zamiast „Powiatowy”
- 1952 – przekształcenie szpitala w „Szpital Wojewódzki”, który przyjął imię Karola Marcinkowskiego
- 2016 – przekształcenie Szpitala Wojewódzkiego w spółkę prawa handlowego, zmiana nazwy na Wojewódzki Szpital Kliniczny im. Karola Marcinkowskiego w Zielonej Górze sp. z o.o[7].
- 2017 – zmiana nazwy na Szpital Uniwersytecki im. Karola Marcinkowskiego w Zielonej Górze sp. z o.o.[8]
- 2022 - otwarcie nowoczesnego Centrum Zdrowia Matki i Dziecka[9].
- 2023 - otwarcie nowego budynku Klinicznego Oddziału Anestezjologii i Intensywnej Terapii oraz Klinicznego Oddziału Okulistyki[10]

## Szpitalne oddziały i zakłady

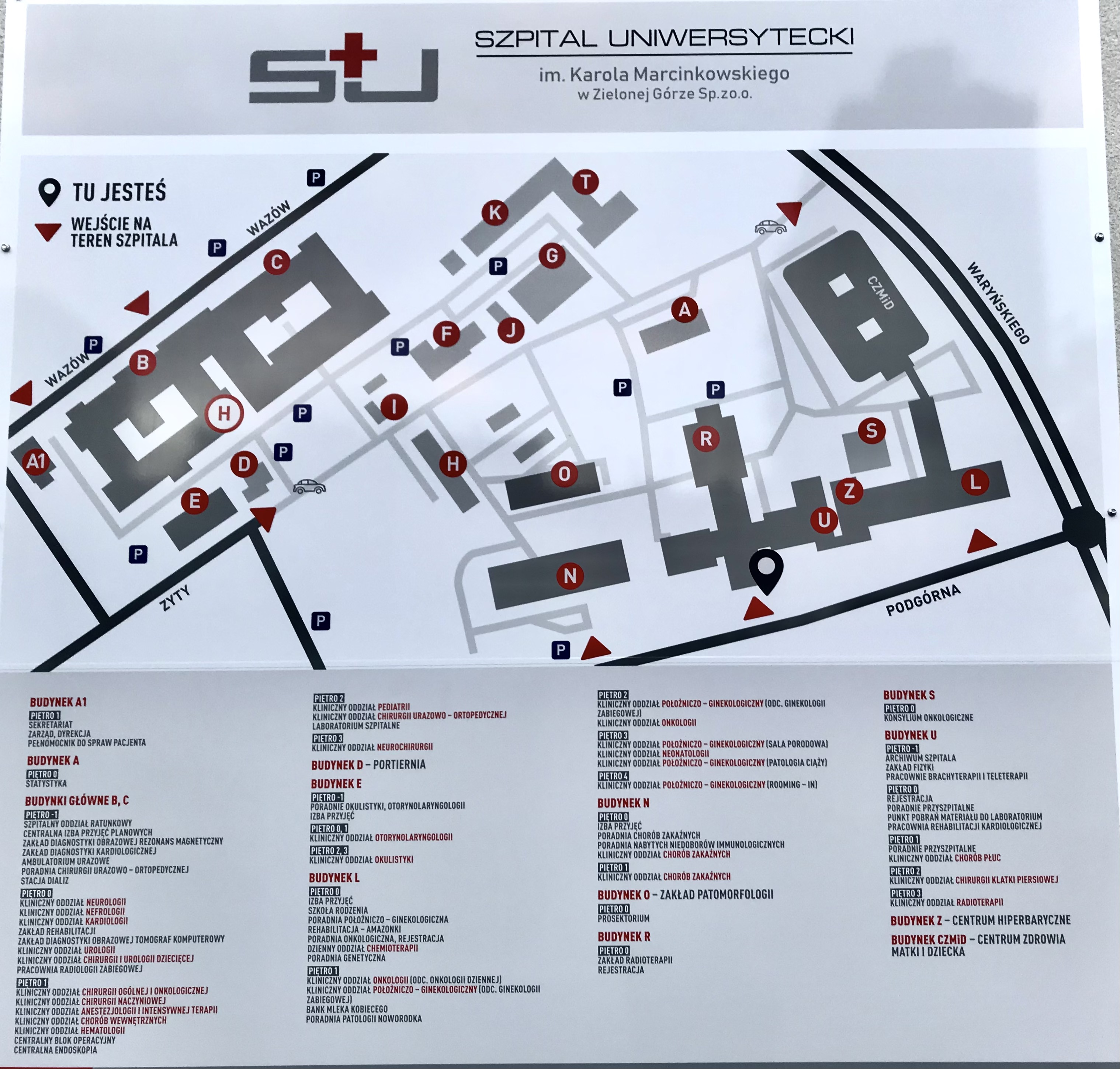
Plan rozmieszczenia szpitala

Na podstawie strony internetowej instytucji:
- Blok Operacyjny Centrum Zdrowia Matki i Dziecka
  - kierownik oddziału: lek. Paweł Matecki
- Centralny Blok Operacyjny
  - Kierownik oddziału: dr n. med. Bartosz Kudliński
- Kliniczny Oddział Anestezjologii i Intensywnej Terapii
  - Kierownik oddziału: dr n. med. Bartosz Kudliński
  - Kliniczny Oddział Anestezjologii i Intensywnej Terapii dla Dzieci
  - kierownik: lek. Paweł Matecki
- Kliniczny Oddział Chirurgii i Urologii Dziecięcej
  - Kierownik oddziału: dr hab. n. med. Marcin Polok, prof. UZ
- Kliniczny Oddział Chirurgii Klatki Piersiowej
  - Kierownik oddziału: dr n. med. Roman Lewandowski
- Kliniczny Oddział Chirurgii Naczyniowej
  - Kierownik oddziału: prof. dr hab. n. med. Łukasz Dzieciuchowicz
- Kliniczny Oddział Chirurgii Ogólnej i Onkologicznej
  - Kierownik oddziału: dr hab. n. med. Maciej Biczysko
- Kliniczny Oddział Chirurgii Urazowo-Ortopedycznej
  - Kierownik oddziału: dr n. med. Bartłomiej Kwapisz
- Kliniczny Oddział Chorób Płuc
  - Kierownik oddziału: lek. Hanna Łuczak-Aszkowska
- Kliniczny Oddział Chorób Wewnętrznych z Pododdziałami: Diabetologii, Endokrynologii i Gastroenterologii
  - Kierownik oddziału: dr n. med. Iwona Towpik
- Kliniczny Oddział Chorób Zakaźnych
  - Kierownik oddziału: lek. Jacek Smykał
- Kliniczny Oddział Hematologii
  - Kierownik oddziału: prof. dr hab. n. med. Emilian Snarski
- Kliniczny Oddział Kardiologii
  - Kierownik oddziału: lek. Paweł Jesionowski
- Kliniczny Oddział Nefrologii
  - Kierownik oddziału: lek. Ireneusz Habura
- Kliniczny Oddział Neonatologii
  - Kierownik oddziału: dr n. med. Marzena Michalak-Kloc
- Kliniczny Oddział Neurochirurgii
  - Kierownik oddziału: dr n. med. Piotr Defort
- Kliniczny Oddział Neurologii z Pododdziałem Udarowym
  - Kierownik oddziału: dr n. med. Szymon Jurga
- Kliniczny Oddział Okulistyki
  - Kierownik oddziału: dr n. med. Krzysztof Szmatłoch
- Kliniczny Oddział Onkologii
  - Kierownik oddziału: dr n. med. Marek Szwiec
- Kliniczny Oddział Onkologii i Hematologii Dziecięcej
  - Kierownik oddziału: dr hab. n. med. Ewa Gorczyńska
- Kliniczny Oddział Otorynolaryngologii i Onkologii Laryngologicznej
  - Kierownik oddziału:  prof. dr hab. n. med. Paweł Golusiński
- Kliniczny Oddział Pediatrii z Pododdziałami: Endokrynologii, Diabetologii i Nefrologii Dziecięcej
  - Kierownik oddziału: prof. dr hab. n. med. Marcin Zaniew
- Kliniczny Oddział Położniczo-Ginekologiczny
  - Kierownik oddziału: dr hab. n. med. Rafał Rzepka, prof. UZ
- Kliniczny Oddział Radioterapii i Zakład Radioterapii
  - Kierownik oddziału: dr n. med. Róża Poźniak-Balicka
- Kliniczny Oddział Urologii
  - Kierownik oddziału: lek. Krzysztof Śmigaj
- Szpitalny Oddział Ratunkowy
  - Kierownik oddziału: lek. Szymon Michniewicz
- Zakład Rehabilitacji z Pododdziałem Rehabilitacji Neurologicznej
  - Kierownik zakładu: dr n. med. i n. o zdr. Zbigniew Guzek

## Poradnie specjalistyczne
Na podstawie strony internetowej instytucji:
- Poradnia Otorynolaryngologiczna (Laryngologiczna)
- Poradnia Okulistyczna
- Poradnia Chirurgii Urazowo-ortopedycznej (ortopedyczna)
- Poradnia Logopedyczna
- Zespół Poradni Położniczo-ginekologicznych
- Poradnia Onkologiczna
- Poradnia Radioterapii
- Poradnia Chirurgii Onkologicznej
- Poradnia Chorób Zakaźnych
- Poradnia Niedoborów Immunologicznych (HIV)
- Poradnia Kardiologiczna
- Poradnia Stymulatorów i Kardiowerterów
- Poradnia Chirurgii Klatki Piersiowej (Torakochirurgiczna)
- Poradnia Neurologiczna
- Poradnia Neurologiczna SM
- Poradnia Profilaktyczna
- Poradnia Gruźlicy i Chorób Płuc (Pulmonologiczna)
- Poradnia Biopsji Cienkoigłowej (BAC)
- Poradnia Nefrologiczna
- Poradnia Nefrologiczna dla Dzieci
- Poradnia Chorób Naczyń
- Poradnia Chirurgii Ogólnej
- Poradnia Urologiczna
- Poradnia Urologiczna dla Dzieci
- Poradnia Neurochirurgiczna
- Poradnia Gastroenterologiczna
- Poradnia Gastroenterologiczna dla Dzieci
- Poradnia Diabetologiczna
- Poradnia Stopy Cukrzycowej
- Poradnia Leczenia Bólu
- Poradnia Hematologiczna
- Poradnia Alergologiczna dla Dorosłych
- Poradnia Alergologiczna dla Dzieci